# Temple de la renommée de l'IAAF
La création du Temple de la renommée de l'IAAF ou Panthéon de l’athlétisme de l’IAAF (en anglais : IAAF Hall of Fame) a été annoncée officiellement en 2012 à l'occasion du 100e anniversaire de l'Association internationale des fédérations d'athlétisme (IAAF). Il est consacré à la mémoire des plus grands athlètes de l'histoire de l'athlétisme international.

## Critères d'éligibilité
Les critères minimums d'éligibilité fixés en 2012 lors de la création du Temple de la renommée étaient d'avoir remporté au moins deux médailles d'or lors des Jeux olympiques ou des Championnats du monde d'athlétisme et d'avoir établi au moins un record du monde senior dans leur carrière. L'autre condition est d'avoir mis un terme à sa carrière sportive au moins dix ans avant la date de son élection. À partir de 2013, les critères sont assouplis et font désormais mention d'athlètes « dont les performances ont eu un impact extraordinaire pour ce sport ». À ce titre, la Française Marie-José Pérec, qui n'a pourtant jamais établi de record du monde, est intronisée en 2013.

## Liste des membres
Vingt-quatre noms sont dévoilés par l'IAAF en 2012 : les douze premiers le 8 mars 2012 à la veille des Championnats du monde en salle 2012, et douze autres noms au cours de l'année 2012. À partir de 2013, douze nouveaux athlètes sont intronisés chaque année au Temple de la renommée de l'IAAF, dévoilés chaque fin de saison lors de la cérémonie du « World Athletics Gala ».
| Athlète              | H/F | Pays                           | Discipline               | Année élection | Réf. |
| -------------------- | --- | ------------------------------ | ------------------------ | -------------- | ---- |
| Iolanda Balaș        | F   | Roumanie                       | Saut en hauteur          | 2012           | 0    |
| Abebe Bikila         | H   | Éthiopie                       | Fond                     | 2012           | 0    |
| Fanny Blankers-Koen  | F   | Pays-Bas                       | Sprint                   | 2012           | 0    |
| Valeriy Brumel       | H   | Union soviétique / Russie      | Saut en hauteur          | 2014           | 0    |
| Sergueï Bubka        | H   | Union soviétique / Ukraine     | Saut à la perche         | 2012           | 0    |
| Sebastian Coe        | H   | Royaume-Uni                    | Demi-fond                | 2012           | 0    |
| Betty Cuthbert       | F   | Australie                      | Sprint                   | 2012           | 0    |
| Glenn Davis          | H   | États-Unis                     | 400 m haies              | 2014           | 0    |
| Mildred Didrikson    | F   | États-Unis                     | Sprint, javelot, hauteur | 2012           | 0    |
| Harrison Dillard     | H   | États-Unis                     | 100 m & 110 m haies      | 2013           | 0    |
| Heike Drechsler      | F   | Allemagne de l'Est / Allemagne | Sprint, saut en longueur | 2014           | 0    |
| Hicham El Guerrouj   | H   | Maroc                          | Demi-fond                | 2014           | 0    |
| Volodymyr Holubnychy | H   | Union soviétique / Ukraine     | Marche athlétique        | 2012           | 0    |
| Marjorie Jackson     | F   | Australie                      | Sprint                   | 2013           | 0    |
| Michael Johnson      | H   | États-Unis                     | Sprint                   | 2012           | 0    |
| Jackie Joyner-Kersee | F   | États-Unis                     | Épreuves combinées       | 2012           | 0    |
| Alberto Juantorena   | H   | Cuba                           | 400 m, 800 m             | 2012           | 0    |
| Wang Junxia          | F   | Chine                          | Fond                     | 2012           | 0    |
| Kipchoge Keino       | H   | Kenya                          | Fond                     | 2012           | 0    |
| Marita Koch          | F   | Allemagne de l'Est             | Sprint                   | 2014           | 0    |
| Hannes Kolehmainen   | H   | Finlande                       | Fond                     | 2013           | 0    |
| Robert Korzeniowski  | H   | Pologne                        | Marche athlétique        | 2014           | 0    |
| Stefka Kostadinova   | F   | Bulgarie                       | Saut en hauteur          | 2012           | 0    |
| Carl Lewis           | H   | États-Unis                     | Sprint                   | 2012           | 0    |
| Natalya Lisovskaya   | F   | Union soviétique / Russie      | Lancer du poids          | 2013           | 0    |
| Jānis Lūsis          | H   | Union soviétique / Lettonie    | Lancer du javelot        | 2014           | 0    |
| Svetlana Masterkova  | F   | Russie                         | Demi-fond                | 2013           | 0    |
| Bob Mathias          | H   | États-Unis                     | Décathlon                | 2014           | 0    |
| Noureddine Morceli   | H   | Algérie                        | Demi-fond                | 2013           | 0    |
| Edwin Moses          | H   | États-Unis                     | 400 m haies              | 2012           | 0    |
| Paavo Nurmi          | H   | Finlande                       | Fond                     | 2012           | 0    |
| Dan O'Brien          | H   | États-Unis                     | Épreuves combinées       | 2012           | 0    |
| Parry O'Brien        | H   | États-Unis                     | Lancer du poids          | 2013           | 0    |
| Al Oerter            | H   | États-Unis                     | Lancer du disque         | 2012           | 0    |
| Jesse Owens          | H   | États-Unis                     | Sprint                   | 2012           | 0    |
| Marie-José Pérec     | F   | France                         | Sprint                   | 2013           | 0    |
| Wilma Rudolph        | F   | États-Unis                     | Sprint                   | 2014           | 0    |
| Viktor Saneïev       | H   | Union soviétique / Géorgie     | Triple saut              | 2013           | 0    |
| Youri Sedykh         | H   | Union soviétique / Russie      | Lancer de marteau        | 2013           | 0    |
| Peter Snell          | H   | Nouvelle-Zélande               | Demi-fond                | 2012           | 0    |
| Adhemar da Silva     | H   | Brésil                         | Triple saut              | 2012           | 0    |
| Shirley Strickland   | F   | Australie                      | Sprint                   | 2014           | 0    |
| Irena Szewińska      | F   | Pologne                        | Sprint                   | 2012           | 0    |
| Daley Thompson       | H   | Royaume-Uni                    | Décathlon                | 2013           | 0    |
| Lasse Virén          | H   | Finlande                       | Courses de fond          | 2014           | 0    |
| Grete Waitz          | F   | Norvège                        | Marathon                 | 2013           | 0    |
| Cornelius Warmerdam  | H   | États-Unis                     | Saut à la perche         | 2014           | 0    |
| Emil Zátopek         | H   | Tchécoslovaquie                | Fond                     | 2012           | 0    |